# 平野紫耀
平野紫耀（日语：／ Hirano Shō，1997年1月29日—）為日本愛知縣名古屋市出身的歌手及演員。自2010年參加在地偶像團體BOYS AND MEN入行，2012年加入傑尼斯事務所成為關西小傑尼斯，2018年成為偶像組合「King & Prince」一員，正式出道。2023年5月離隊及退出傑尼斯事務所。現時隸屬經紀公司TOBE。2023年10月15日，與岸優太、神宮寺勇太組成團體Number_i。

## 簡歷
國小二年級開始學習舞蹈，國中二年級開始學特技。
2010年所屬於名古屋的經紀公司セントラルジャパン，同年4月起作為在地偶像團體BOYS AND MEN的初期成員參與過舞台公演和其他活動，最後一次公開演出是2011年5月。
2011年，跟隨舞蹈教室的合宿練習去東京，透過曾擔任光GENJI、少年隊編舞者的舞蹈老師，引薦給傑尼斯事務所的社長強尼·喜多川。
2012年2月，正式加入傑尼斯事務所，以關西小傑尼斯的身分開始活動。
2012年8月，被社長強尼·喜多川指名加入由向井康二與金内柊真所組成的Kin Kan，成為三人組合。從名古屋來回關西的通勤生活，隨著搬家至東京後結束。
2014年1月，首次參與電視劇演出「SHARK」並擔任主演。
2015年6月，透過朝日電視台的活動，組成期間限定團體「Mr.King vs Prince」，分為「Mr.King」與「Prince」各自展開活動，隸屬於「Mr.King」。
2016年9月，以19歲的年紀擔任「ジャニーズ・フューチャー・ワールド from帝劇to博多」的座長，打破史上最年少的福岡．博多座的座長紀錄。
2017年9月，「Mr.King vs Prince」共六位成員以平野紫耀為首，向社長強尼·喜多川提出六人一起出道的請求。
2018年5月23日，以「King & Prince」組合名義正式出道。
2022年11月4日傑尼斯事務所宣佈，King & Prince成員平野紫耀、神宮寺勇太將於2023年5月22日退團及退出事務所，岸優太則預定在秋天退出。
2023年5月22日退出King & Prince並正式離開傑尼斯事務所。
2023年7月7日，正式加入前傑尼斯副社長瀧澤秀明成立的經紀公司TOBE。
2023年10月15日，與神宮寺勇太以及當天宣布加入TOBE的岸優太組成團體「Number_i」。

## 戲劇作品

### 電視劇
- 中學生日記「實況少女」（2011年7月22日，NHK教育台）[4]
- SHARK（シャーク）（日语：SHARK）（2014年1月12日 - 3月30日，日本電視台） - 主演 倉田瑞希[5]
- SHARK〜2nd Season〜（日语：SHARK#SHARK〜2nd_Season〜）（2014年4月19日 - 7月13日，日本電視台） - 飾演 倉田瑞希
- 花過天晴～花樣男子 Next Season～（2018年4月17日 - 6月26日，TBS電視台） - 飾演 神樂木晴
- 未滿警察Midnight Runner（日语：未満警察 ミッドナイトランナー）（2020年6月27日 - 9月5日，日本電視台）- 主演 一之瀬次郎 ※與中島健人（Sexy Zone）雙主演
- 第44屆24小時電視特備劇﹔讓學生重啟人生的學校（日语：生徒が人生をやり直せる学校）（2021年8月21日，日本電視台）- 主演 樹山蒼一
- 詐欺獵人（2022年10月21日 - 12月23日，TBS電視台） - 主演 黑崎高志郎

### 網路劇
- 輝夜姬想讓人告白～天才們的戀愛頭腦戰～mini（2021年6月1日、Amazon Prime Video） - 主演 白銀御行

### 電影
- 忍ジャニ参上! 未来への戦い（日语：忍ジャニ参上! 未来への戦い）（2014年6月7日上映，松竹） - 飾演 西之忍者・Houji
- honey（2018年3月31日上映，東映） - 主演 鬼瀨大雅  [6]
- 我的傲嬌男友（2018年11月9日上映，Asmik Ace） - 主演 和泉凛  [7]
- 輝夜姬想讓人告白～天才們的戀愛頭腦戰～（2019年9月6日上映，東宝）- 主演 白銀御行
- 輝夜姬想讓人告白～天才們的戀愛頭腦戰～Final（2021年8月20日上映，東宝）- 主演 白銀御行

## 出演作品

### 電視節目
- まいど!ジャーニィ〜（2012年10月31日 - 2015年10月11日 、BSフジ）
- 出川哲朗のアイ・アム・スタディー（2018年7月20日 - 9月29日 / 特番 2018年10月4日 、日本テレビ） - 「アンダー出川」メンバー
- 痛快TV 爽快JAPAN（日语：痛快TV スカッとジャパン）《胸キュンスカッと》（富士電視台）
  - 「口に出せない想い」（2018年11月5日）- 中西仁紀 役
  - 「ウソみたいホントの話」（2019年9月2日）- 藤原まなと 役
- 日テレ系音楽の祭典 Premium Music 2020（日语：日テレ系音楽の祭典 Premium Music 2020）（2020年3月25日・5月30日、日本電視台） - MC

### CM
- 31冰淇淋
  - 「GW 31%OFF 活動」（2013年4月 - ）
  - 「Happy 4 You 活動」（2013年6月 - ）
- 大塚食品「維他命碳酸飲料MATCH（日语：MATCH）」（2017年4月 - ）
- 瑞可利控股「TOWNWORK APP」（2019年9月 - ）
- Hulu形象代言人（2021年1月 - ）
- 池田模範堂 「MUHI」系列（2021年4月 - ）
- 高絲
  - 「Je l'aime iP」（2022年2月 - ）
  - 「敏感肌ケアキャンペーン」（2022年8月 - ）
- 龜甲萬「わが家は焼肉屋さん」シリーズ（2022年4月 - ）
- 博士倫「ボシュロム アクアロックス ワンデー UV シン」（2022年6月 - ） - 形象代言人
- 寶鹼「ファブリーズ」（2022年7月 - ）
- 本田技研工業「Hondaハート」（2022年8月 - ）
- YSL聖羅蘭彩妝亞洲代言人（2024年1月 - ）
- 三德利 「Sui Gin Soda」（2024年2月）
- 數字荷里活大學「みんなを生きるな。自分を生きよう。2024」篇（2024年2月 - ）- 形象代言人
- 博士倫「ボシュロム アクアロックス シリーズ」（2024年3月 - ） - 形象代言人
- Wonjungyo Haircare 頭髮護理系列（2024年4月 - ）- 形象代言人

### 舞台
- ストレートドライブ!（2010年11月 - 2011年6月、SUNSHINE STUDIO） - 田代大樹（少年時代） 役
- ジャニーズ銀座 2014〔Sexy Age / Sexy Jr.〕（2014年5月24・25・31・6月1日、シアタークリエ）
- DREAM BOYS（2014年9月4日 - 30日、帝国劇場）
- 2015新春 JOHNNYS' World（2015年1月1日 - 27日、帝国劇場）
- ジャニーズ銀座2015（2015年4月24日 - 26日・5月30日 - 6月1日、シアタークリエ）
- サマステ ジャニーズキング〔平野紫耀・Prince・天才Genius〕（2016年7月30日 - 8月1日・6日・7日・10日・11日・13日・14日、EXシアター六本木）
- ジャニーズ・フューチャー・ワールド from帝劇to博多（2016年9月19日 - 30日、博多座） - 主演
- JOHNNYS' Future WORLD（2016年10月8日 - 25日、梅田芸術劇場） - 主演
- Johnny's IsLAND（2019年12月8日 - 2020年1月27日、帝国劇場）

### 演唱會
- 関西ジャニーズJr. 春休みスペシャルコンサート2014（2014年3月1日 - 3月25日、大阪松竹座）
- 関西ジャニーズJr. X'mas Show 2014（2014年11月30日 - 12月25日、大阪松竹座）

## 獎項
- 2019年上半期・下半期ViVi國寶級帥哥排行榜1位（連覇により殿堂入り）
- 第6回 カバーガール大賞  メンズ部門 大賞（2020年）
- TVstation 電視劇大賞 2020 主演男優賞（『未滿警察 午夜跑者』）
- 第7回 カバーガール大賞 メンズ部門 大賞（2021年）
- 第8回 カバーガール大賞 メンズ部門 大賞（2022年） - 3連覇達成により殿堂入り
- 第114回日劇學院賞 最佳男主角（『詐欺獵人』）
- TVstation 電視劇大賞 2022 最佳男主角（『詐欺獵人』）
- 第26回日刊體育日劇大賞 最佳男主角 （『詐欺獵人』）

## 書籍

### 雑誌連載
- 平野紫耀の天然生活（『ポポロ』2017年8月号 - 2023年7月号〈全71回〉、麻布台出版社）[8]

## 外部連結
- 官方網站 （页面存档备份，存于） - TOBE
- Johnny's net > King & Prince （页面存档备份，存于）
- 平野紫耀的Instagram帳戶
- 平野紫耀在互联网电影资料库（IMDb）上的資料（英文）